# Herejía

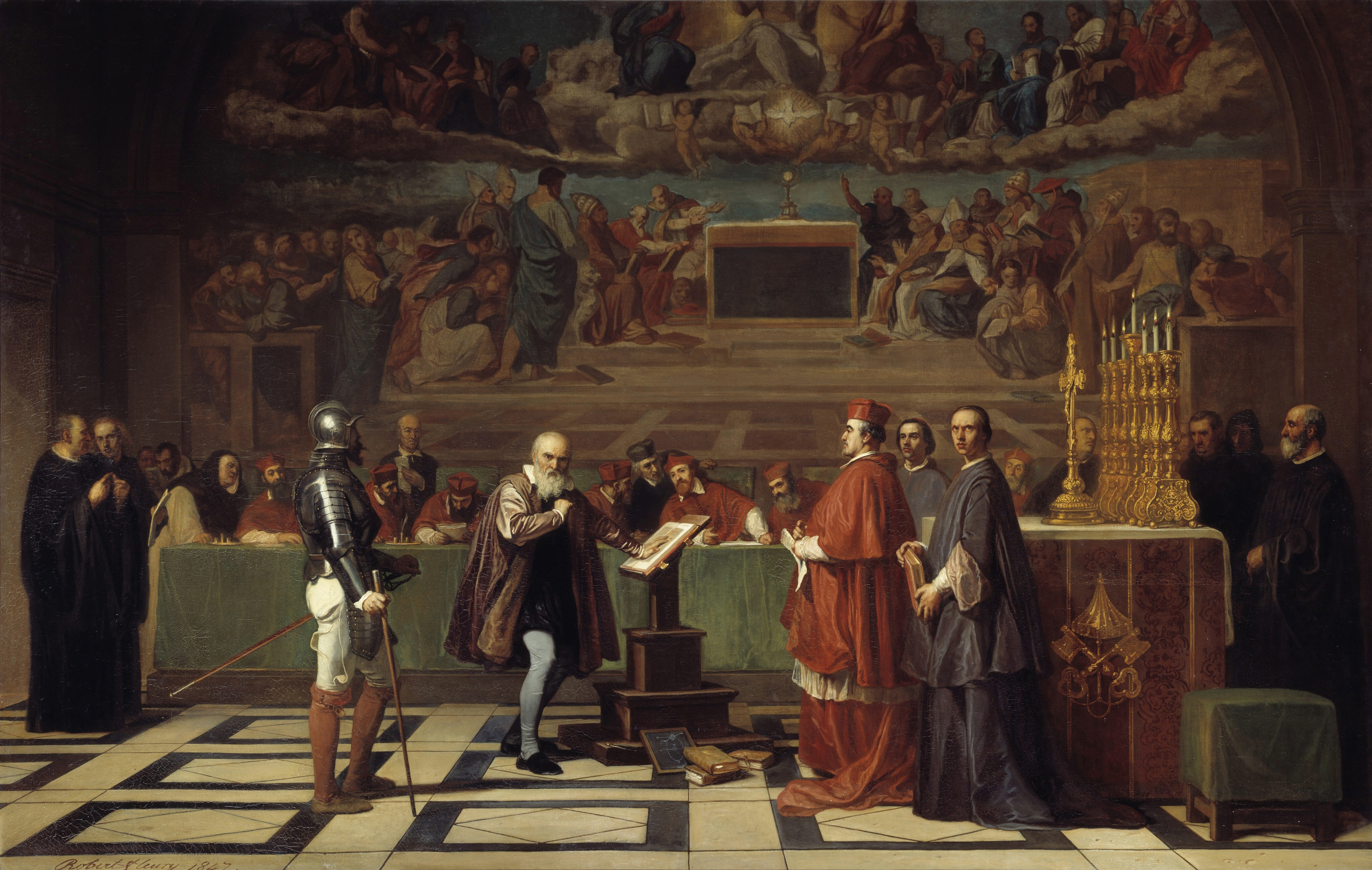
Galileo Galilei, acusado de hereje.

La herejía es cualquier creencia que está en fuerte desacuerdo con costumbres o creencias establecidas, en particular con las creencias aceptadas o la ley de una organización religiosa. La Real Academia Española la define como «[e]n relación con una doctrina religiosa, error sostenido con pertinacia». Se diferencia de la apostasía, que es la renuncia formal o abandono de una religión, y de la blasfemia, que es la injuria o irreverencia hacia la religión. La herejía atañe a la doctrina religiosa.Quien propone o defiende una herejía es denominado «hereje».
En el cristianismo, el judaísmo y el islam la herejía ha sido castigada a veces con censuras que van desde la excomunión hasta la pena de muerte.

## Etimología y significado
La etimología griega de la palabra dice que proviene de hairesis (αιρεσις), que significa (cosa) elegida. Sin embargo, llegó a significar «partido, o escuela, de la elección de un hombre»,«preferencia por una doctrina, escuela filosófica» u «obediencia filosófica» (en latín, secta o disciplina). También se refería al proceso por el que un joven examinaba diversas filosofías para determinar cómo vivir.
La palabra pasó a designar una «secta religiosa» o una «disidencia» en el cristianismo primitivo,particularmente en la obra de Ireneo Contra las herejías (Adversus haereses, Κατὰ αἱρέσεων), del siglo II. En el mundo antiguo, donde la religión era más ritual que dogmática, la haíresis no tenía el aspecto dramático que iba a adquirir en el cristianismo, que introdujo la noción monoteísta de «verdades reveladas» sobre Dios, los dogmas.
La heresiología es el estudio de la herejía. La palabra herejía suele utilizarse en un contexto cristiano, judío o islámico, e implica significados ligeramente diferentes en cada uno de ellos. El fundador o líder de un movimiento herético se denomina heresiarca, mientras que los individuos que propugnan la herejía o la cometen se conocen como herejes.
La herejía debe distinguirse de las palabras apostasía (el abandono público de la religión) y heterodoxia, de origen griego, que se refiere a la cualidad del heterodoxo, el cual está disconforme con el dogma de una religión.Asimismo, debe diferenciarse de la blasfemia, que es una declaración o acción impía respecto a Dios o algo sagrado.

## La herejía en el cristianismo

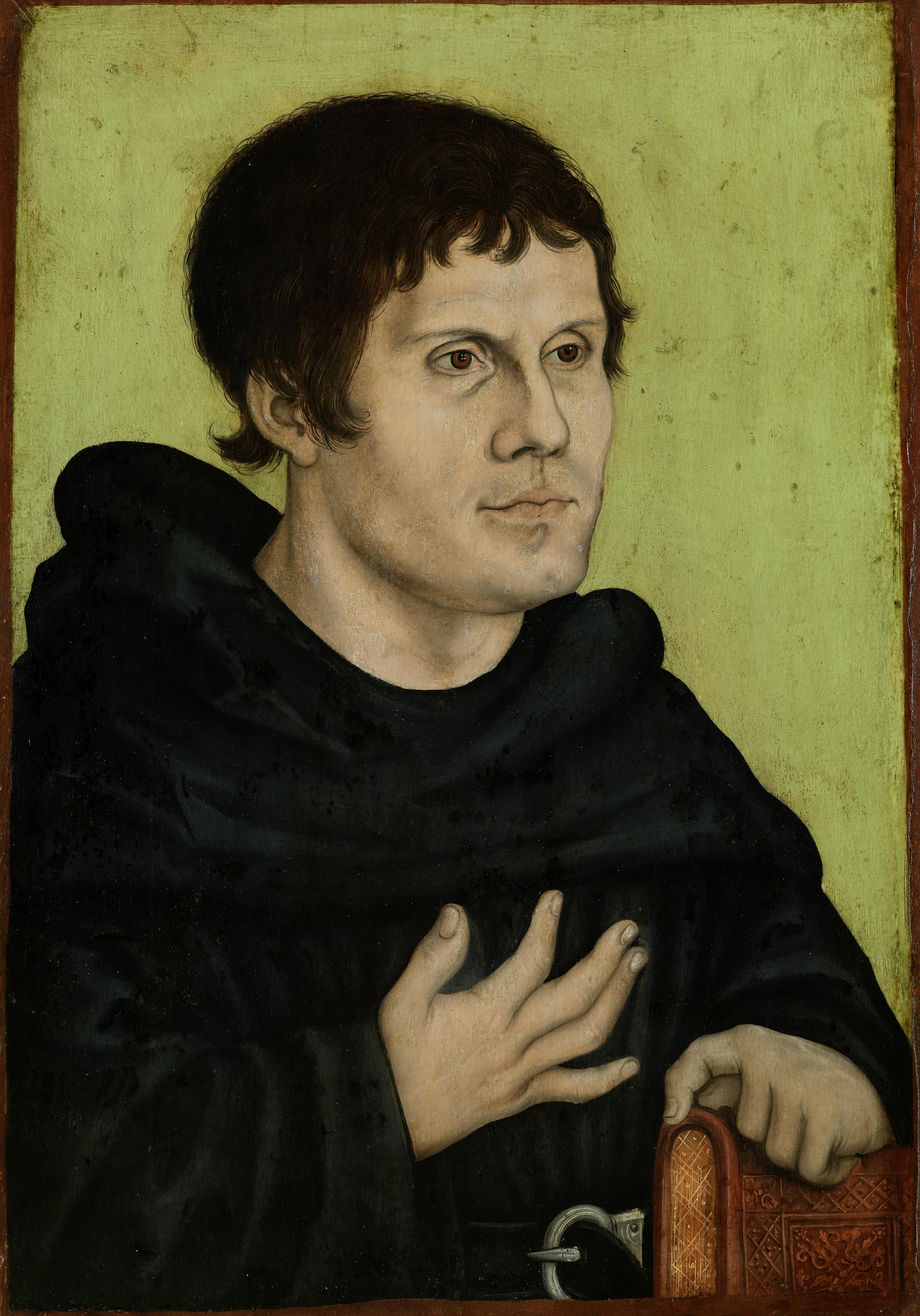
El antiguo fraile católico alemán Martín Lutero fue excomulgado como hereje por el Papa León X mediante su bula papal Decet Romanum Pontificem en 1520.

El dogma no tiene la misma importancia en todas las religiones, lo que explica las diferentes actitudes ante lo que se califica de herejía. Algunos autores consideran que la noción está demasiado vinculada al contexto histórico y religioso de los primeros siglos del cristianismo que la produjo como para poder transponerla con provecho al estudio de la disidencia y la heterodoxia en otros monoteísmos. Desde los grandes concilios ecuménicos de los siglos IV y V, se dice que la Iglesia ha «fabricado la herejía» para establecer su autoridad, imponer su imagen de cuerpo único, enseñar una única vía de salvación y conseguir así configurar el poder y la sociedad. A diferencia del cristianismo, el judaísmo y el islam no disponen de un instrumento centralizado de coerción ni de un magisterio dogmático único e identificado.
Según Tito 3:10 una persona divisiva debe ser advertida dos veces antes de separarse de ella. La frase griega «persona divisiva» se convirtió en un término técnico en la Iglesia primitiva para un tipo de «hereje» que promovía la disensión. Por el contrario, la enseñanza correcta se llama 'sana' no sólo porque edifica la fe, sino porque la protege contra la influencia corruptora de los falsos maestros.
Tertuliano (c. AD 155-240) dio a entender que eran los judíos quienes más inspiraban la herejía en el cristianismo: «Del judío el hereje ha aceptado la guía en esta discusión [que Jesús no era el Cristo]».
El uso de la palabra herejía fue ampliamente difundido por Ireneo en su tratado del siglo II Contra Haereses (Contra las herejías) para describir y desacreditar a sus oponentes durante los primeros siglos de la comunidad cristiana. Describió las creencias y doctrinas de la comunidad como ortodoxas (de ὀρθός, orthos, «recto» o «correcto» + δόξα, doxa, «creencia») y las enseñanzas del gnósticos como heréticas.  También invocó el concepto de sucesión apostólica para apoyar sus argumentos.
A partir del concilio de Nicomedia del año 328, erigido en tribunal destinado a imponer a Arrio una primera confesión de fe bajo pena de excomunión, el dogma se define como norma de la «fe verdadera» como reacción a las desviaciones heréticas.[cita requerida]
Anteriormente, en el primer concilio de Nicea, se había definido como heréticas las doctrinas divergentes de la enseñanza oficial de la Iglesia y de sus dogmas consagrados por su autoridad (obispo, concilio) sobre la base de las Escrituras y la tradición. Posteriormente, autores como Agustín de Hipona se destacaron por su vehemencia en combatir las herejías cristianas y otras ideas como el maniqueísmo.
La herejía (casi sinónimo de heterodoxia) puede ser una ocasión de crear una nueva forma de ortodoxia. En el contexto del desarrollo de las heterodoxias de los siglos II y III, una heterodoxia se convierte en herejía a partir del momento de su condena por medio de un concilio.[cita requerida]
Con el tiempo y a partir del Bajo Medioevo, la noción de herejía dentro del ámbito cristiano adquiere nuevos significados debido al número creciente de grupos y movimientos heterodoxos, no solo ni principalmente desde el punto de vista doctrinal, sino sobre todo disciplinar. Roberto Grosseteste, en el siglo XIII, ofreció una definición de la herejía medieval: «La herejía es una afirmación doctrinal que procede de una elección humana contraria a la Sagrada Escritura, manifestada abiertamente y sostenida tenazmente». Importante, por tanto, es recordar que la herejía en el Medioevo no implicaba solo la heterodoxia, sino también la pertinacia esto es la insistencia en la herejía, aún después de que se confronte al hereje en su error. 
La primera Inquisición, o tribunal de excepción encargado de combatir la herejía, la creó el papa Gregorio IX (1231). Unas décadas más tarde Tomás de Aquino, en su Suma Teológica, legitimará la aplicación de la «justa pena de muerte» (iuste occidi) a los herejes previa excomunión de estos por parte de la Iglesia, «entregándole al juicio secular para su exterminio del mundo por la muerte».
En 1656, el papa Alejandro VII, por medio de la bula Gratia Divina, definió la herejía como «la creencia, la enseñanza o la defensa de opiniones, dogmas, propuestas o ideas contrarias a las enseñanzas de la Santa Biblia, los Santos Evangelios, la Tradición y el magisterio».[cita requerida]
La herejía se considera una tendencia y opción de negar las verdades fundamentales de la fe en los dogmas, sin respetar la tradición, el magisterio y la Sagrada Escritura, en la cual se fundamentan dichos dogmas.[cita requerida]

### Grandes herejías según la Iglesia católica
La Iglesia católica define como herejía: «[...] la negación pertinaz, después de recibido el bautismo, de una verdad que ha de creerse con fe divina y católica, o la duda pertinaz sobre la misma». Según la doctrina de esta iglesia, las principales herejías o corrientes cuyos seguidores se consideran herejes son las siguientes:[cita requerida]
siglo I
- Docetismo
- Simonianismo
- Judaizantes

siglo II
- Adamismo
- Encratismo
- Ebionismo
- Adopcionismo
- Gnosticismo
- Marcionismo
- Montanismo
- Monarquianismo
- Nicolaísmo
- Ofitas

siglo III
- Maniqueísmo
- Modalismo
- Sabelianismo o Patripasianismo
- Subordinacionismo

siglo IV
- Apolinarismo
- Arrianismo
- Donatismo
- Macedonianismo
- Priscilianismo

siglo V
- Eutiquianismo o Monofisismo
- Nestorianismo
- Pelagianismo

siglo VI
- Agnoetismo

siglo VII
- Monotelismo

siglo VIII
- Iconoclastas

siglo XI
- Albigenses o Catarismo

siglo XII
- Frailes del libre espíritu
- Frailes apostólicos
- Fraticelos
- Joaquinitas
- Pragueros
- Valdense

siglo XIII
- Dulcinianismo
- Espirituales

siglo XIV
- Wiclefitas

siglo XV
- Hermanos moravianos
- Orebitas
- Taborismo
- Sociedad Religiosa de los Amigos o cuáqueros
- Utraquismo

siglo XVI
- Abecedarianismo
- Antinomismo
- Socinianismo
- Unitarismo

siglo XVII
- Jansenismo
- Quietismo

siglo XVIII
- Febronianismo
- Antonianismo

siglo XIX
- Iglesia de la Ciencia Cristiana
- Fideísmo
- Americanismo
- Modernismo
- Movimiento de los Santos de los Últimos Días o Mormones
- Teosofía
- Testigos de Jehová

siglo XX
- Cristianismo positivo

## La herejía en el islam

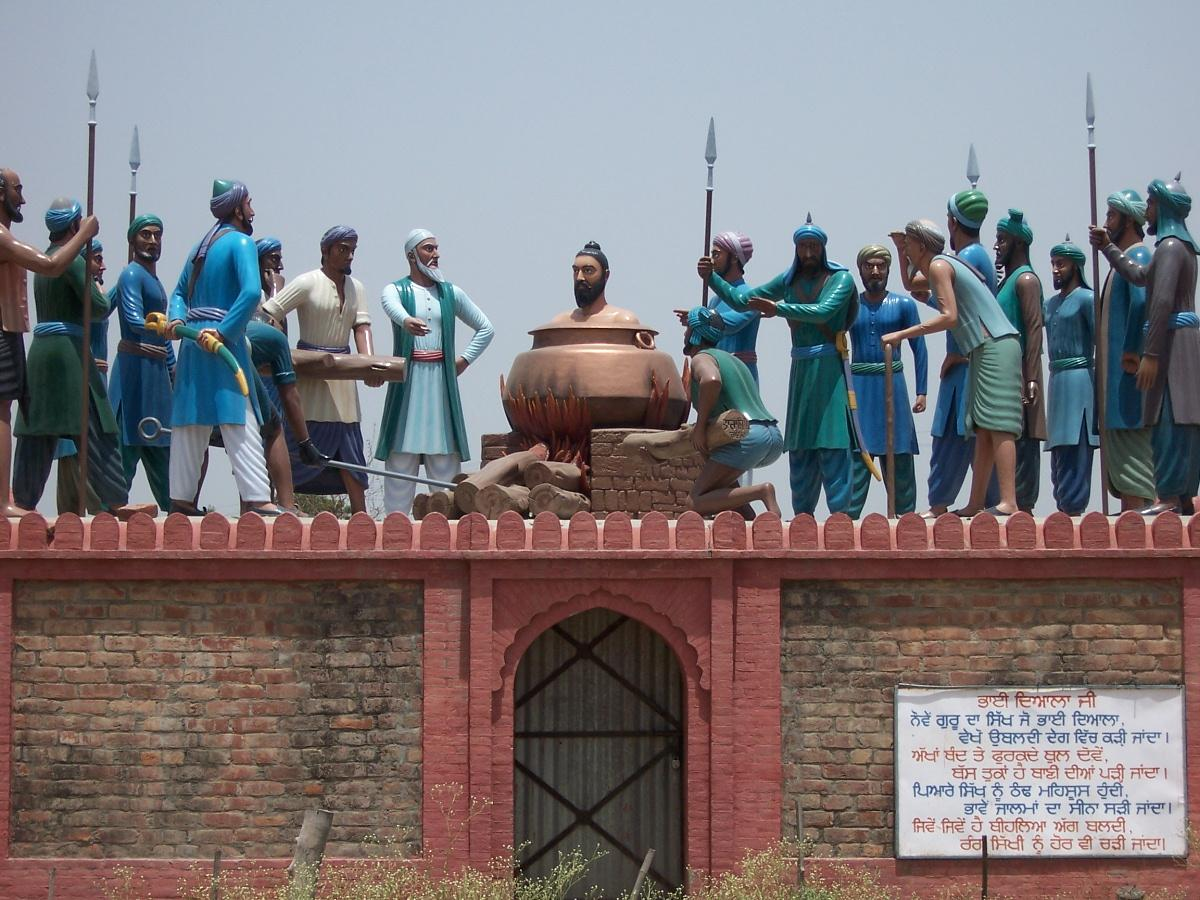
Escultura en la gurdwara Mehdiana Sahib que muestra el martirio de Bhai Dayala, un sij

A diferencia del cristianismo, el islam nunca ha tenido una única autoridad de enseñanza dogmática que sirva de referencia a la mayoría de los creyentes. Los conceptos de ortodoxia, heterodoxia y herejía, surgidos en el mundo cristiano, se aplican sólo parcialmente y de forma muy relativa al islam. Existe una doctrina que puede calificarse de mayoritaria, el sunismo, que pretende ser la «perspectiva correcta» de la religión y condena las demás doctrinas como infieles (kufr), desviadas (zandaqa) o innovadoras (bidʻah). Sin embargo, no todas las tendencias minoritarias fueron asimiladas o rechazadas y pudieron definir su propia personalidad.
La palabra árabe más próxima a la noción de herejía es bidâa (o también ahli dalalah), que traduce «innovación». Un hadiz considerado auténtico advierte a los musulmanes contra toda forma de «innovación»: «toda innovación es un error y todo error conduce al fuego del Infierno». Si bien esta noción difiere de una escuela a otra, en general, el significado de bidâa tiende a referirse a ideas que no existían en la época del Profeta Mahoma.Sin embargo, para adaptarse a las circunstancias cambiantes, algunos legalistas musulmanes posteriores distinguieron entre bid'a buena o loable, que era aceptable, y bid'a mala o censurable, que contradecía el corán o las tradiciones (hadiz) transmitidas por el Profeta.
Un tipo de bid'a que los heresiógrafos musulmanes ortodoxos consideraban particularmente peligrosa y reprensible era el ghuluww  (en árabe: غلاة), «exceso» o «exageración». Los principales acusados de tal exceso, los ghulat o «exageradores», eran los chiitas extremistas que veneraban a sus imanes hasta el punto de deificarlos o considerarlos encarnaciones divinas, comprometiendo así la unicidad de Dios y cometiendo el pecado capital del shirk (idolatría y politeísmo). Tan atroz era esta y otras formas de ghuluww que los heresiógrafos ortodoxos a veces excluyeron a los ghulat del ámbito del islam por completo.
A partir de la época medieval, los musulmanes empezaron a llamar zindiq (زنديق, una transliteración árabe de una palabra persa) a los herejes y a quienes se oponían al islam, acusación que se castigaba con la muerte. Zindiq es  que se utilizó por primera vez para designar a los maniqueos y otros dualistas, pero que con el tiempo se empezó a aplicar a cualquier doctrina extrema o sediciosa (p. ej., algunas formas de creencia sufí) o al ateísmo. El concepto de ilḥād (lit. «desviación») es asimismo un equivalente aproximado de herejía. Originalmente significaba «desviación del camino», pero posteriormente se aplicó a «quien rechaza toda religión, el ateo, el materialista o el racionalista». Quienes practican el ilḥād reciben el nombre de mulhid (que significa apóstata, hereje o ateo).En general, zindiq es el término en árabe para referirse a todo tipo de herejía aborrecida socialmente, y en particular a cualquier persona que fuera sospechosa de querer socavar la ortodoxia y amenazar con la disensión la unidad de la comunidad, disfrazando una fe esotérica tras una profesión del islam. Zindīq se utilizó inicialmente de forma peyorativa para referirse a los seguidores de la religión maniqueísta en el Imperio sasánida, y luego a los de la religión zoroástrica. Sin embargo, en el siglo VIII, bajo los abasíes, el significado de la palabra zindīq y del adjetivo zandaqa se había ampliado y podía denotar muchas cosas: dualistas gnósticos, así como seguidores del maniqueísmo, agnósticos y ateos. En el árabe moderno, la palabra zintiq se usa para referirse a ateos y secularistas, mientras que las palabras ilhad y mulhid se usan para referirse a la herejía y los herejes, es decir, quienes niegan la religión y la revelación.
Los términos islámicos que mejor expresan la fuerza condenatoria de la noción cristiana de herejía son probablemente kafir y kufr, «incrédulo» e «incredulidad».  Estas palabras no solo son más «terribles e inequívocas» que las demás, sino que también parecen referirse más directamente a los desviados en materia de doctrina y creencia, en contraposición a la práctica. En las polémicas teológicas musulmanas, «kafir» se usa con frecuencia para designar a los oponentes.
Las dos mayores confesiones islámicas, la suní (oficial en la mayoría de los países árabes y mayoritaria en Turquía) y la chií (religión estatal en Irán desde 1501), se consideraron heréticas una a la otra durante mucho tiempo. En la década de 1930, ambas llegaron a reconocerse mutuamente. El zoroastrismo se considera herético entre los suníes, pero está reconocido entre los chiíes. Otras escuelas teológicas y sectas también se han reconocido unas a otras como heréticas en el pasado, en algunos casos incluso en el presente. Alevíes, nizaríes, babíes y bahai, drusos, hurufíes, cármatas, jariyíes, muʿtazila, qadaritas y muryitas, por ejemplo, fueron controvertidos a la hora de ser reconocidos. La Comunidad Ahmadía está legalmente prohibida en Pakistán desde 1974 y es objeto de exclusión y persecución organizativa. Orientaciones y grupos no relacionados con escuelas teológicas, como el sufismo (véase también derviches, bektashi), también han sido a menudo objeto de desconfianza. A la vez, algunos grupos antes controvertidos son ahora respetados por tribunales islámicos e instituciones religiosas.
El sultán otomano Selim el Cruel consideraba herejes a los chiíes qizilbash. Los chiíes, en general, han sido considerados a menudo herejes por los musulmanes suníes, especialmente en Indonesia, Arabia Saudí y Turquía.
Para el emperador mogol Aurangzeb, los sijs eran herejes.
En 1989, Ruhollah Jomeini, líder religioso supremo de Irán, emitió una fatwa que declaraba heréticos los escritos de Salman Rushdie, y se ofrecía una recompensa a quien lo asesinara. La herejía sigue siendo un delito castigado con la pena de muerte en algunas naciones. La fe bahá'í se considera una herejía islámica en Irán, donde se persigue sistemáticamente a los bahá'ís.

## La herejía en el judaísmo

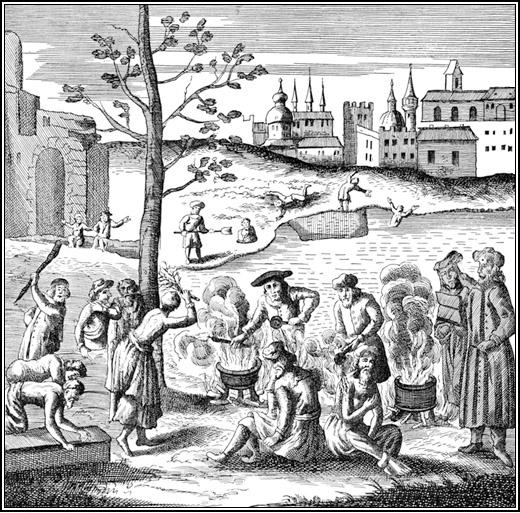
Castigo de los antiguos sabateos en Salónica, Enciclopedia Judía.

La literatura talmúdica no dispone de nociones o términos similares para designar heterodoxias comparables a las herejías tal y como se han descrito en el mundo cristiano. Puesto que el judaísmo nunca ha conocido la ortodoxia en sentido estricto, las desviaciones de las normas rabínicas o de los trece principios de fe de Maimónides no equivalen a herejías. Sin embargo, tras la destrucción del Templo (70), el movimiento fariseo/tanaim se impuso progresivamente como exclusivo y mayoritario. En consecuencia, sus oponentes fueron entonces designados por diversos términos técnicos, en particular min y «parece por tanto posible traducir min por hereje, al menos en el sentido que parece haber adquirido a partir del siglo I d. C.». De esta manera, en el judaísmo, la herejía se refiere a aquellas creencias que contradicen las doctrinas tradicionales del judaísmo rabínico, incluyendo creencias teológicas y opiniones sobre la práctica de la halajá (ley religiosa judía). La tradición judía contiene una serie de declaraciones sobre los herejes, incluyendo leyes sobre cómo tratarlos en un contexto comunitario y declaraciones sobre el castigo divino que se espera que reciban. El término minim se utilizó en distintos periodos de la época rabínica para designar a diversos grupos que, sin dejar de ser parte integrante del judaísmo desde el punto de vista halájico, planteaban cuestiones doctrinales al judaísmo rabínico. De una serie de restricciones promulgadas por los tanaim contra los minim se desprende claramente que en un principio iban dirigidas contra los judeocristianos. Tales regulaciones muestran cómo los rabinos intentaban combatir doctrinas que consideraban ajenas al judaísmo sin rechazar nunca el judaísmo de quienes las abrazaban. Sin embargo, en la Antigüedad, la identidad judía era efectivamente una cuestión de nacimiento y de fidelidad a la alianza judía.
Las definiciones de herejía son a veces diferentes en ciertos círculos judíos ortodoxos. El judaísmo ortodoxo considera heréticas las opiniones de los judíos que se apartan de los principios tradicionales de la fe judía. Además, los grupos de tendencia más derechista dentro del judaísmo ortodoxo sostienen que todos los judíos que rechazan el significado simple de los 13 principios de la fe judía de Maimónides son herejes. Como tales, la mayor parte del judaísmo ortodoxo considera movimientos heréticos al judaísmo reformista y reconstruccionista, y considera herética a la mayor parte del judaísmo conservador. El ala liberal de la ortodoxia moderna es más tolerante con el judaísmo conservador, sobre todo con su ala derecha, ya que existe cierto solapamiento teológico y práctico entre estos grupos.
En última instancia, la mayoría de los judíos ortodoxos consideran a judíos seculares  individuales y a quienes conducen en sábado, comen alimentos no kosher o violan de otras formas las costumbres de sus antepasados, como tinok shenishbim, lo que significa no son responsables de sus actos, en contraposición a los herejes, que niegan a Dios a propósito y a sabiendas.
Las siguientes son personas o movimientos que han sido declaradas heréticos, independientemente de los criterios particulares aplicados en tal evaluación, incluyendo tanto a individuos que han sido totalmente excomulgados como a otros cuyas obras han sido condenadas como heréticas.
- Coré: considerado hereje por los sabios talmúdicos
- Visión del judaísmo sobre Jesús
- Elisha ben Abuyah: sabio talmúdico herético
- Anan ben David: fundador del judaísmo caraíta, cuyas obras rechazan la Torá Oral.
- Maimónides: Sus obras fueron condenadas y quemadas por Salomón ben Abraham de Montpellier y Jonah Gerondi (quien más tarde se arrepintió públicamente de sus acciones)
- Gersónides: Sus obras fueron condenadas por Shem Tov ibn Shem Tov
- Abraham Abulafia: Sus obras fueron condenadas por el rabí Shlomo ibn Aderet.
- Shabtai Tzvi: El famoso «falso mesías» que se convirtió al islam
- Jacob Frank: Un «falso mesías» de la segunda ola que más tarde se convirtió al cristianismo
- Baruch Spinoza: Excomulgado en los Países Bajos por sus opiniones panteístas
- Moshé Jaim Luzzatto: Excomulgado en Italia por sus enseñanzas sobre la era mesiánica
- Jonathan Eybeschutz: Acusado de herejía sabateana por Jacob Emden por fabricar amuletos cabalísticos
- Schneur Zalman de Liadí: Acusado de herejía por Gaón de Vilna
- El jasidismo: Por creer en los poderes de los tzadikim
- David Zvi Hoffmann: Samson Raphael Hirsch juzgó que su obra Mar Samuel contenía herejías.
- Mordecai Kaplan: Excomulgado por la Unión de Rabinos Ortodoxos tras la publicación de su Libro de Oraciones del Sabbath.
- Louis Jacobs: Impedido de convertirse en Gran Rabino británico y apartado de su púlpito debido a sus opiniones publicadas.

## La herejía en el budismo
Hubbard argumenta que, a diferencia de las religiones centradas en la doctrina como el cristianismo, el budismo, como religión centrada en la práctica, ha sido por regla general tolerante en cuestiones de doctrina y escritura. En opinión de Hubbard, para el budismo, la experiencia directa (pratyakșa) y la inferencia válida (anumāna) tienen prioridad como fuentes de conocimiento (pramana) sobre las escrituras, como ejemplifica el koan zen, atribuido a Linji, «Si, en el camino hacia el despertar, te encuentras con Buda, mata a Buda». Hubbard continúa argumentando que, a pesar de ello, ha habido cierta preocupación en el budismo indio y, en particular, en el chino, acerca de la ortodoxia y la canonicidad de las escrituras, considerándose ciertos textos como espurios o apócrifos.
En el budismo nichiren japonés, algunas escuelas se consideran heréticas entre sí y a otras escuelas budistas que no se basan en el Sutra del loto (especialmente el budismo de la tierra pura y el budismo zen, así como el budismo shingon y el budismo risshū) o que interpretan el Sutra del loto de forma diferente a ellas. Rechazan los intercambios de servicios y bienes con las escuelas juzgadas heréticas y a menudo utilizan el método del shakubuku (en japonés: 折伏, lit. 'romper y subyugar'), una condena agresiva y argumentativa de las enseñanzas heréticas con el objetivo de la conversión.

## La herejía en el neoconfucianismo
Henderson ha señalado que si bien la religión china es en general más sincrética, más tolerante a las inconsistencias y más «ortopráctica» (es decir, más enfocada en las prácticas correctas que en las creencias correctas), existen algunas corrientes en la religión y la filosofía chinas, en particular la escuela Cheng-Zhu del neoconfucianismo, en las que las construcciones de la ortodoxia y la herejía son, arguye, similares a las de las religiones monoteístas occidentales.
En general, los confucianos, y especialmente los neoconfucianos, describieron a la mayoría de las demás escuelas de pensamiento chinas (incluyendo el budismo y el taoísmo) como desviaciones históricas del Camino confuciano, que supuestamente era la fuente de todas las principales corrientes del pensamiento chino. Por ejemplo, el filósofo confuciano clásico Xün-Zi caracterizó a la antigua escuela de lógicos o dialécticos como proveedores de «explicaciones heterodoxas y dichos perversos» que se «alejan del Camino correcto [cheng-tao]», mientras que el neoconfuciano Zhu Xi sostenía que la fuente de la filosofía de Chuang-tzu era la escuela confuciana. La impresión confuciana de que el budismo y el taoísmo eran derivaciones desviadas (o «brotes extraños», término que aparece por primera vez en las Analectas de Confucio) de la escuela confuciana puede haberse visto fortalecida por la costumbre común de polemistas taoístas y budistas de citar clásicos confucianos para apoyar sus argumentos.
El filósofo confuciano Mencio (372 a. C.-289 a. C.) anticipó varios de los principales argumentos y estrategias heresiográficas utilizadas por los posteriores seguidores de la escuela neoconfucianista Ch'eng-Zhu, argumentos que sin embargo no fueron ampliamente apreciados hasta el auge de esta escuela en la dinastía Song (960-1279), cuando sus filósofos rehabilitaron a Mencio y canonizaron su obra como uno de los Cuatro Libros.
De acuerdo con Henderson, en opinión de varios destacados académicos neoconfucianos, la defensa de la ortodoxia y la refutación de la herejía eran asuntos de suma importancia. Henderson cita como ejemplo al filósofo neoconfuncianista Lu Shih-i (1611-1672), quien afirmó que «el principal logro de Mencio», el segundo gran sabio de la tradición confuciana, «fue refutar a Yang [Zhu] y Mo [Zi]», los dos archiherejes de dicha tradición. De hecho, al parecer Mencio comentó que la difusión de las opiniones heréticas de Yang y Mo provocaría una situación en la que «los animales se verían inducidos a comerse a las personas, y las personas acabarían devorándose entre sí». Henderson cita también al neoconfuciano japonés Yamazaki Ansai (1618-1687) quien afirmó que «las innumerables palabras de los escolásticos de Ch'eng-Zhu tenían como único propósito que los eruditos defendieran la vía ortodoxa y refutaran las herejías», así como a Lu Lung-ch'i (1630-1692), quien comparó el daño causado por supuestas herejías y herejes como Wang Yangming (1472-1528) con el causado por inundaciones furiosas y bestias feroces.
En opinión de Henderson y otros académicos, Mencio formuló su propia postura filosófica, que posteriormente se convirtió en la ortodoxia neoconfuciana, al rechazar las opiniones contrapuestas atribuidas a Yang Zhu y Mo Zi. Unos 1400 años después, el neoconfucianismo surgió principalmente como respuesta al budismo y al taoísmo, así como a formas alternativas de confucianismo.